# Krikor Bedros XX Ghabroyan
Krikor Bedros XX Ghabroyan I.C.P.B. (Armeens: Գրիգոր Պետրոս Ի. Կապրոյեան) (Aleppo, 15 november 1934 – Beiroet, 25 mei 2021) was een katholikos-patriarch van de Armeens-Katholieke Kerk.
Krikor Ghabroyan werd op 28 maart 1959 tot priester gewijd bij het Institut du Clergé Patriarcal de Bzommar. Op 3 januari 1977 werd hij benoemd tot apostolisch exarch van Frankrijk en tot titulair bisschop van Amida. Zijn bisschopswijding vond plaats op 13 februari 1977. Toen het exarchaat Frankrijk op 30 juni 1986 werd omgezet in het bisdom Sainte-Croix-de-Paris werd Ghabroyan benoemd als eerste bisschop.
Ghabroyan ging op 2 februari 2013 met emeritaat.  
Ghabroyan werd op 24 juli 2015 door de synode van de Armeens-katholieke Kerk gekozen tot 	katholikos-patriarch van Cilicië van de Armeniërs als opvolger van Nerses Bedros XIX Tarmouni die op 25 juni 2015 was overleden. Hij nam daarop de naam Krikor Bedros XX Ghabroyan aan. Zijn benoeming werd een dag later bevestigd door paus Franciscus. Krikor Bedros XX Ghabroyan werd tevens voorzitter van de synode van de Armeens-katholieke Kerk.